# Isabel Swan
Isabel Marques Swan (* 18. November 1983 in Rio de Janeiro) ist eine brasilianische Seglerin.

## Erfolge
Isabel Swan nahm an den Olympischen Spielen 2008 in Peking und 2016 in Rio de Janeiro teil. 2008 gewann sie in der 470er Jolle gemeinsam mit Fernanda Oliveira die Bronzemedaille, als sie die Regatta mit 60 Punkten hinter dem australischen und dem niederländischen Boot abschloss. Ab 2015 wechselte Swan in die Bootsklasse Nacra 17, in der sie 2016 bei den Olympischen Spielen mit Samuel Albrecht Zehnte wurde. Bei den Olympischen Spielen 2024 in Paris starte sie in der 470er Jolle und belegte den zehnten Platz.